# Де Франки, Джакомо
Джакомо Де Франки Тозо (итал. Giacomo De Franchi Toso; 1590, Генуя — 1657, Генуя) — дож Генуэзской республики.

## Биография
Сын Федерико Де Франки, бывшего дожа, и Магдалены Дураццо, родился в Генуе около 1590 года. Свою первую государственную должность он получил в возрасте 25 лет: известно, что вместе с молодым дворянином Чезаре Дураццо он приветствовал адмирала военно-морского флота Франции у побережья Генуэзского залива, а затем сопровождал гостя в городе. Далее служил судьёй, капитаном города.
В 1622 году был назначен капитаном Рапалло, но по состоянию здоровья отказался от должности. В следующем году занял государственную должность при дворе избранного дожем отца (1623). Между 1623 и 1624 годами был одним из «отцов города» и руководил работами по реконструкции старого пирса. С началом войны между Генуей и герцогством Савойским в 1625 году был вынужден вернуться в столицу, где вошёл в число тридцати капитанов, ответственных за безопасность в городе и обучение солдат. В конце военных действий между двумя государствами был направлен на Корсику как специальный комиссар, с мандатом на управление и предотвращение возможного восстания островитян.
Капитан и комиссар города Сарцана в 1628—1629 годах, далее вернулся в Геную, где был назначен главой магистрата здравоохранения в условиях чумы. В конце эпидемии, около 1630 года, был назначен губернатором города Савона, где, помимо административных обязанностей, имел дело с экономической реорганизацией и восстановлением торговли через порт Савоны. Вернувшись в Геную в 1632 году, он вошёл в магистрат бедных. В 1633 году получил пост генерального комиссара по борьбе с бандитизмом, а 4 августа того же года стал послом Республики при дворе короля Филиппа IV Испанского. Как и его предшественник Джованни Баттиста Ломеллини в 1630 году, Джакомо пытался проводить политику сокращения зависимости Генуи от испанского влияния и увеличения экономической и морской независимости республики. Резкое изменение внешнеполитического курса неизбежно создало политические и экономические разногласия между Республикой и Королевством Испания. В сентябре 1637 года он смог вернуться в Геную.
В 1640 году Джакомо был назначен на пост куратора законов, в 1644 году — главой магистрата иностранной валюты. В 1646 году выдвинул свою кандидатуру на выборах дожа. Джакомо получил 153 голоса, ровно столько же получил его брат Джироламо Де Франки. Вражда между братьями помешала им добиться компромисса, и большинство голосов (159) получил Лука Джустиниани. На следующих выборах братья Де Франки вновь были главными кандидатами, но в этот раз Джакомо обошёл Джироламо — 172 голоса против 165. Джакомо был избран дожем, 109-м в истории республики, а также стал королём Корсики.

### Правление и последние годы
Правление Джакомо было весьма бурным. В период его мандата в Генуе был разоблачён заговор во главе с Стефано Раджо, направленный против нескольких членов благородных семей и дожа. По версии следствия, Раджо планировал нападение на членов «антифранцузской» фракции во время процессии Corpus Domini. Раджо был брошен в тюрьму, где покончил с собой, перерезав себе горло тайно принесённой ему бритвой. Самоубийство породило слухи о нахождении на свободе его сообщников, которые желали помочь Раджо избежать публичной казни. Несмотря на противоречивые данные следствия, тело Раджо было публично повешено 7 июля 1650 года на площади.
В 1649 году савойские войска промаршировали через генуэзское селение Пьеве-ди-Teco, что вызвало раздражение испанского посла, потребовавшего от дожа принять меры. Дож вызвал во дворец капитана гарнизона Пьеве-ди-Тесо, но вялое разбирательство не уберегло дожа от заочных обвинений в слабости и предвзятости к испанской короне. В ответ Мадрид прервал переговоры с генуэзцами о продаже им Понтремоли, что в итоге породило междоусобицу в Великом княжестве Тоскана.
Дож также пытался утвердить господство светской власти и суверенитет республики, осуждая злоупотребления в области гражданской юрисдикции, совершённые кардиналом Стефано Дураццо. Летом 1649 года он послал письмо послу Генуи в Риме Джованни Баттиста Лазанье с указанием обратиться к папе Иннокентию X, чтобы окончательно удалить Дураццо из Генуи.
Мандат Джакомо истёк 1 августа 1650 года, после чего он был назначен пожизненным прокурором и представлял интересы республики в Банке Сан-Джорджо. При вспышке чумы на территории Лигурии в 1657 году он был назначен комиссаром здравоохранения и пытался остановить эпидемию и подготовить новые общественные мероприятия. В том же году он сам скончался от чумы в Генуе. Тело Джакомо было похоронено в церкви Сан-Франческо-ди-Кастеллетто.

### Личная жизнь
От брака с Марией Джустиниани он имел троих детей: Ливию, вышедшую замуж за Джованни Стефано Паллавичини; Федерико, который женился на Баттистине Ариоло; Сеттимию, жену Джулио Спинолы.